# Karl Krist
Karl Alois Krist (* 25. Oktober 1883 in Wien; † 4. Februar 1941 ebenda) war ein österreichischer Architekt.

## Leben
Karl Krist, dessen Geburtsdatum in mehreren Nachschlagewerken falsch angegeben ist, war der Sohn des Tischlers Johann Krist und dessen Frau Marie Cech. Nach dem Abschluss der Staatsgewerbeschule begann Krist sein Studium an der Technischen Hochschule Wien, brach jedoch 1913 ab und besuchte 1913 bis 1915 die Meisterklasse von Friedrich Ohmann an der Akademie der bildenden Künste Wien, wobei er auch mehrere Preise (Goldene Füger-Medaille, Olbrich-Preis, Hagenmüller-Preis) erhielt. Krist machte Reisen nach Peterwardein, Breslau, Agram und in andere Städte.
Nach seinem Abschluss war er bei der Magistratsabteilung 22 der Gemeinde Wien tätig. Nebenbei besaß er aber auch noch ein Privatbüro, das insbesondere für die Firma Gräf & Stift Werkshallen errichtete und Umbauten durchführte.
Seit 1921 war er an Siedlungsprojekten beteiligt (Siedlungen Lissenwasser, Schwarzlackenau, Jägermais, Baumanngasse mit angrenzendem Gemeindebau 21., Josef-Baumann-Gasse 65–67) und zählte bald zu den produktivsten Architekten im kommunalen Wohnungsbau. Von ihm stammen der Dr.-Franz-Klein-Hof (1924/25, 221 Wohnungen), der Anton-Schrammel-Hof (1925/26, 257 Wohnungen), der Liebknechthof (1926/27, 428 Wohnungen) und die kleineren Wohnanlagen Rögergasse 6 (1923/24, 42 Wohnungen) und Hetzendorfer Straße 157–161 (1927, 49 Wohnungen).
Nachdem 1925 bei einem zwischen Krist, Hubert Gessner und Robert Oerley ausgeschriebenen Wettbewerb um die Gartenstadt Jedlesee (heute Karl-Seitz-Hof) Gessner den Zuschlag erhalten hatte, erhielten Krist und Oerley 1926 den Auftrag zur Planung einer weiteren Gartenstadt, der Wohnhausanlage "Am Wienerberg – Spinnerin am Kreuz", später George-Washington-Hof genannt. Von den nach der jeweiligen Baumbepflanzung der zentralen Höfe benannten Baugruppen stammt die Gestaltung des Birken-, Flieder- und Ahornhofes von Krist. Auch die nahegelegene Wohnanlage Eschenallee 1–9 (1931/32, 120 Wohnungen), entstand noch nach Plänen von Krist.
1938 wurde Krist von den Nationalsozialisten zwangspensioniert. Er wurde auf dem Jedleseer Friedhof bestattet. Das Grab ist bereits aufgelassen.

## Werke

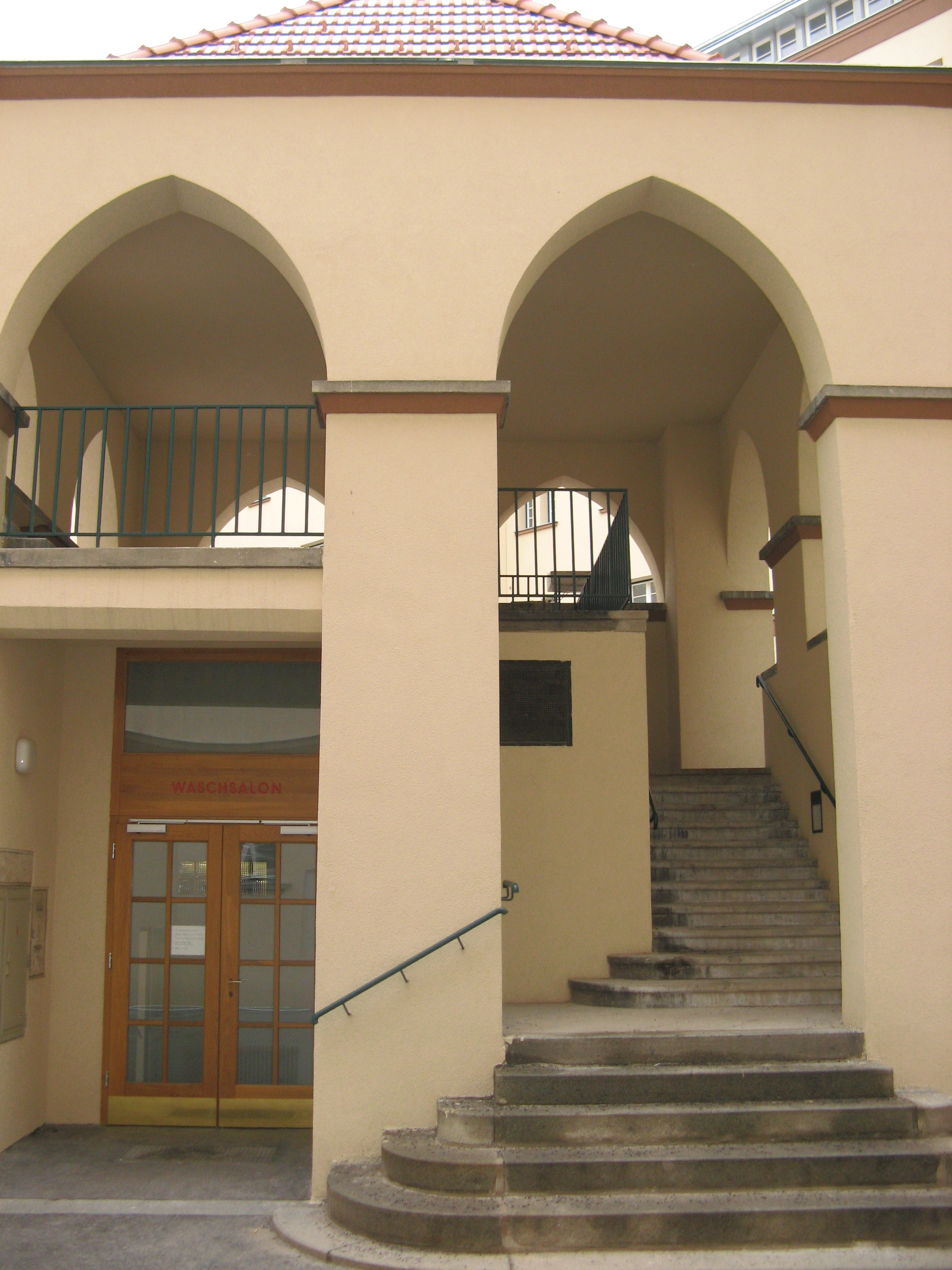
Liebknechthof (1926–1927)

- Siedlung Jägermais, Wien 22 (1921)
- Siedlung Gartenheim, Wien 22 (1921–23)
- Siedlung Schwarzlackenau I, Wien 21 (1922)
- Siedlung Schwarzlackenau II, Wien 21 (1922–24)
- Siedlung Lissenwasser, Wien 21 (1922–24)
- Kleinsiedlung Josef-Baumann-Gasse, Wien 21 (ab 1923)
- Wohnhausanlage Rögergasse 6, Wien 9 (1923–24)
- Wohnhausanlage Dr.-Franz-Klein-Hof, Wien 11 (1924–1925)
- Wohnhausanlage Anton-Schrammel-Hof, Wien 11 (1925–26)
- Wohnhausanlage Liebknechthof, Wien 12 (1926–27)
- Genossenschaftliche Wohnhausanlage Werthenburggasse 1 / Hetzendorfer Straße 157–161 / Kernstraße 2–4, Wien 12 (1927)
- Wohnhausanlage George-Washington-Hof, Wien 10 (1927–30), gemeinsam mit Robert Oerley
- Volks- und Hauptschule in Pottendorf (1929)
- Wohnhausanlage Josef Baumann-Gasse 65–67, Wien 21 (1929–30)
- Wohnhausanlage Eschenallee 1–9, Wien 10 (1931–32)
- Beamtenwohnungen Billrothstraße 58–62, Wien 19 (1936–38)
- Wohnhäuser Pyrkergasse 6–8, Wien 19 (um 1936)

siehe auch: Liste der Wiener Wohnsiedlungen der Ersten Republik